# ちいさいひと 青葉児童相談所物語
『ちいさいひと 青葉児童相談所物語』（ちいさいひと あおばじどうそうだんしょものがたり）は、夾竹桃ジンによる日本の漫画作品。シナリオ、水野光博。取材・企画協力、小宮純一。『週刊少年サンデー』（小学館）にて2010年49号から2012年29号まで不定期連載の後、『週刊少年サンデーS』（同）にて2012年8月号から2013年12月号まで連載された。2021年5月時点でシリーズ累計発行部数は165万部を記録している。
新章である『新・ちいさいひと 青葉児童相談所物語』が『週刊少年サンデーS』にて、2016年9月号から2024年1月号まで連載された。

## あらすじ

### 本編
相川健太は児童虐待から生き延びて大人になったというサバイバーな過去を持つ。大人になった健太は児童福祉司の資格を取得し、児童相談所の仲間と共に1人でも多くの子供を救うために奮闘する物語。

## 登場人物

### 主人公
相川健太（あいかわ けんた）
主人公。22歳。福祉専門職として青葉市に採用された新米児童福祉司。幼少時に母親から児童虐待を受け、藤井によって助けられた後は里親（養家）に引き取られて育った。暗い幼少期を過ごした過去があるが、それを感じさせない明るく爽やかな印象で、仕事熱心な青年。

### 児童福祉司の関係者
長澤彩香（ながさわ あやか）
健太の同期。一時保護所の保育士。
塚地誠（つかじまこと）
健太の先輩の児童福祉司。保健師の深津奈々の事が好き。
藤井東児（ふじいとうじ）
青葉児童相談所の副所長。過去に児童虐待の被害者である健太を助けた。
大場聡子（おおばさとこ）
健太の先輩の児童福祉司。
山下裕矢(やましたゆうや)
一般職員。22歳。良く言えば「要領が良い」好青年、悪く言えば今時の若者らしく「ドライ」な性格の持ち主。軽い気持ちで児童福祉司に就職したこともあり、自身は仕事の手を抜いて他の職員たちに仕事を押し付けて合コンに行くなど、不真面目かつ狡猾な裏の顔を持つ。また、真面目に仕事をしている職員たちの事を内心では見下している。同僚の長澤に好意を持つが、その長澤と仲が良く仕事熱心な健太の事を快く思っておらず、内心では彼のことを「犬タイプ」と称して見下していた。

### 健太の養家
健太の養父
手焼き煎餅店を営んでいる。妻の間に子供が授からなかった事から、健太と健一を養子に迎えた。子供たちとは血の繋がりがないが、わが子のように接している。
健太の養母
健一が養子である事を理由に学校でいじめに遭った際には、夫と共にいじめっ子達の家を訪れて「息子をいじめないで欲しい」と頭を下げて頼んだ。
相川健一
健太の弟。中学生。養子であり、養父母の相川夫妻や健太とは血の繋がりはない。健太同様、明るく優しい性格の持ち主。小学生の頃に自身が養子である事を理由に同級生達からいじめを受けた事があるが、両親や友人の玄樹に救われて乗り越える事ができた。後に同じ中学に通う友人の玄樹が家庭内で教育虐待を受けている事に気付いて、兄の健太の協力を仰いで玄樹の救出に成功させた。しかし学校の勉強は苦手なようで、「10点」と採点された答案用紙に点数を書き加えて「100点」に偽装した事が両親にバレて怒られた事がある。

## 書誌情報
- 夾竹桃ジン『ちいさいひと 青葉児童相談所物語』小学館〈少年サンデーコミックス〉、全6巻
  1. 2011年11月18日発売[8]、ISBN 978-4-09-123449-0
  2. 2012年4月18日発売[9]、ISBN 978-4-09-123655-5
  3. 2012年10月18日発売[10]、ISBN 978-4-09-124002-6
  4. 2013年1月18日発売[11]、ISBN 978-4-09-124173-3
  5. 2013年8月16日発売[12]、ISBN 978-4-09-124369-0
  6. 2013年11月18日発売[13]、ISBN 978-4-09-124496-3
- 夾竹桃ジン『新・ちいさいひと 青葉児童相談所物語』小学館〈少年サンデーコミックス〉、全14巻
  1. 2016年12月17日発売[14]、ISBN 978-4-09-127432-8
  2. 2017年6月16日発売[15]、ISBN 978-4-09-127650-6
  3. 2018年1月18日発売[16]、ISBN 978-4-09-128081-7
  4. 2018年7月18日発売[17]、ISBN 978-4-09-128340-5
  5. 2019年1月18日発売[18]、ISBN 978-4-09-128786-1
  6. 2019年6月18日発売[19]、ISBN 978-4-09-129229-2
  7. 2020年1月17日発売[20]、ISBN 978-4-09-129550-7
  8. 2020年8月17日発売[21]、ISBN 978-4-09-129550-7
  9. 2021年5月18日発売[22]、ISBN 978-4-09-850530-2
  10. 2021年12月17日発売[23]、ISBN 978-4-09-850740-5
  11. 2022年6月17日発売[24]、ISBN 978-4-09-851155-6
  12. 2023年3月16日発売[25]、ISBN 978-4-09-851777-0
  13. 2024年2月16日発売[26]、ISBN 978-4-09-853191-2
  14. 2024年3月18日発売[27]、ISBN 978-4-09-853192-9

## 評価と影響
2015年4月には人権問題と向き合うきっかけとなる漫画50作品のひとつに本作が選ばれ、企画展「読む人権 じんけんのほん いま読みたい じんけんマンガ50」に展示された。
2015年9月には電子書店にて約ひと月の間にダウンロード数37万を突破し、小学館の電子配信作品としては過去最高数を記録した。書店では品切れが続いていたが、全6巻の重版がかかり、10月より書店に並んだ。
2015年11月には厚生労働省の「児童虐待防止推進月間」の一環として、本作の電子書籍版の売上げの一部がオレンジリボン運動に寄付された。